# Tigranella mirabilis
Tigranella mirabilis är en skalbaggsart som beskrevs av Stefan von Breuning 1940. Tigranella mirabilis ingår i släktet Tigranella och familjen långhorningar.
Artens utbredningsområde är Madagaskar. Inga underarter finns listade i Catalogue of Life.